# Farol de Amelia Island
O Farol de Amelia Island é o mais antigo farol que ainda existe no estado da Flórida, nos Estados Unidos. Ele está localizado perto da extremidade norte de Amelia Island, no nordeste do estado da Flórida. Sua luz marca a entrada de Saint Marys. A luz branca pisca a cada dez segundos e fica vermelha de 344° a 360°.
O farol é listado como o número 565 na Lista de Faróis da Guarda Costeira dos Estados Unidos.

## História
O farol foi construído em 1838 com materiais retirados do farol antigo em Cumberland Island no estado da Geórgia, ao norte da entrada e que foi construído em 1820. A torre era originalmente de 50 pés (15 m) de altura colocados em uma colina. Em 1881, uma lanterna foi instalada na torre aumentando a altura da torre de 64 pés (20 m), com a altura de plano focal de 107 pés (33 m) acima do nível do mar.
A torre foi originalmente equipada com 14 lâmpadas, cada um com um refletor de 14 polegadas (360 mm), quando acendeu primeiro em 1839. O tamanho refletor foi aumentado para 15 polegadas (380 mm) por 1848. Este arranjo foi substituído por um de terceira ordem de Fresnel lente em 1903, que ainda é usado no farol. O Farol de Amelia Island foi automatizado em 1956.

## Ligações Externas
- Amelia Island Lighthouse Tour - Cidade de Ferdinanda Beach (em inglês).